# Tiquadra enstacta
Tiquadra enstacta är en fjärilsart som beskrevs av Edward Meyrick 1928. Tiquadra enstacta ingår i släktet Tiquadra och familjen äkta malar. Inga underarter finns listade i Catalogue of Life.